# Франсоа Доминик Тусен-Лувертир
Франсоа Доминик Тусен-Лувертир (фр. François-Dominique Toussaint-Louverture; Сан Доминго, 20. мај 1743 — Фор де Жу, 7. април 1803), је био хаићански борац за независност. Био је син црног роба, образован, знао је француски и латински језик и основе ветерине.
Предводио је борбу за независност Санто Доминга. Учествовао је у побуни робова (1791) и убрзо је постао њен вођа. У време рата Француске и Британије са Шпанијом (1793) вешто је тактизирао у савезништву на обе стране у корист Хаитија. Генерал је постао 1795. а главни командант Санто Доминга 1797. године. Поразио је Шпанце и Енглезе и 1800. године ослободио је острво. Ропство је укинуо 1801. и фактички основао прву самосталну државу у Шпанској Америци. Уставом је именован за доживотног вођу. У каснијој, новој француској интервенцији заробљен је и депортован у Француску где је и умро 1803. године у тамници Жу.